# Фуруу (повіт)
Пові́т Фуру́у (яп. 古宇郡, ふるうぐん, МФА: [ɸuɾu.u guɴ]) — повіт в Японії, в окрузі Сірібесі префектури Хоккайдо.